# Constance de Jésus
Marie-Geneviève Meunier, en religion sœur Constance de Jésus, née le 28 mai 1765 à Saint-Denis (Seine-Saint-Denis) (paroisse Saint-Marcel) et morte le 29 messidor an II (17 juillet 1794) à Paris, est la plus jeune des carmélites de Compiègne guillotinées durant la Grande Terreur. Elle était alors encore novice au carmel.
Au moment d'être exécutée la première, elle entonne le « Laudate Dominum » et donne l'exemple aux autres carmélites qui la suivent en continuant le chant.
Béatifiée le 27 mai 1906 par le pape Pie X et canonisée le 18 décembre 2024 par le pape François, elle est fêtée le 17 juillet avec l'ensemble des carmélites martyres de Compiègne.

## Biographie

### Enfance et entrée au Carmel

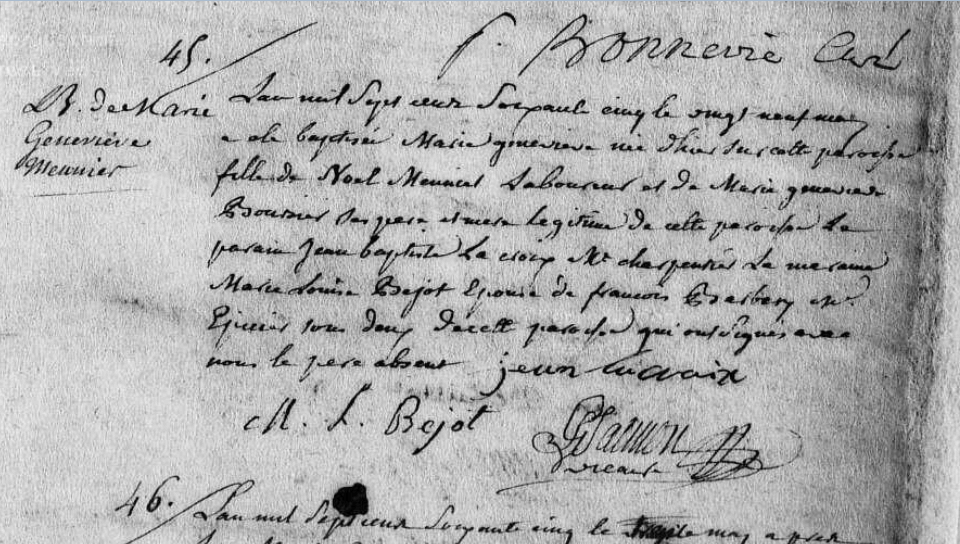
Acte de baptême de Marie Geneviève Meunier, Sœur Constance de Jésus, le 29 mai 1765 en l'église Saint-Marcel à Saint-Denis (diocèse de Paris).

Marie-Geneviève Meunier est née le 28 mai 1765 à Saint-Denis (alors dans le Diocèse de Paris et aujourd'hui en Seine-Saint-Denis), fille de Noël Meunier, laboureur, et de Marie Geneviève Boursier. Elle est baptisée le lendemain, 29 mai 1765, en l'église Saint-Marcel de Saint-Denis : son parrain est Jean-Baptiste La Croix, maître-charpentier, et sa marraine est Marie Louise Bajot.
L'église Saint-Marcel, dont l'origine remonte au Moyen Âge, était alors une des nombreuses paroisses de Saint-Denis, elle était réputée comme « la plus belle des églises paroissiales de la ville de Saint-Denis » : elle est détruite pendant la Révolution française.
Marie-Geneviève Meunier entre au Carmel le 29 mai 1788.

### La Révolution
Lorsque la Révolution française éclate en 1789, elle est la plus jeune du Carmel de Compiègne (elle est alors âgée de 24 ans) qui compte vingt-et-une religieuses. Elle n'a pas encore prononcé ses vœux d'engagement.
En décembre 1789, sœur Constance de Jésus alors novice au Carmel se trouve interdite par la loi du 29 octobre 1789 de suspension des vœux dans les monastères de prononcer ses vœux. Elle reste donc novice, accompagnant fidèlement ses sœurs carmélites.
À cause du décret du 13 février 1790 qui supprime les ordres religieux, chaque carmélite est invitée à déclarer si son intention est de sortir de son monastère. Toutes affirment « vouloir vivre et mourir dans cette sainte maison ». Constance décide de rester, alors qu'elle n'a pas prononcé ses vœux, et que le but de cette loi était justement de « libérer » les religieuses supposément enfermées contre leur volonté dans les couvents".

### Les carmélites de Compiègne
Sœur Constance restant avec les autres religieuses, pour la vie de la communauté et leur arrestation, se reporter à l'article sur les Carmélites de Compiègne.

### La première exécutée

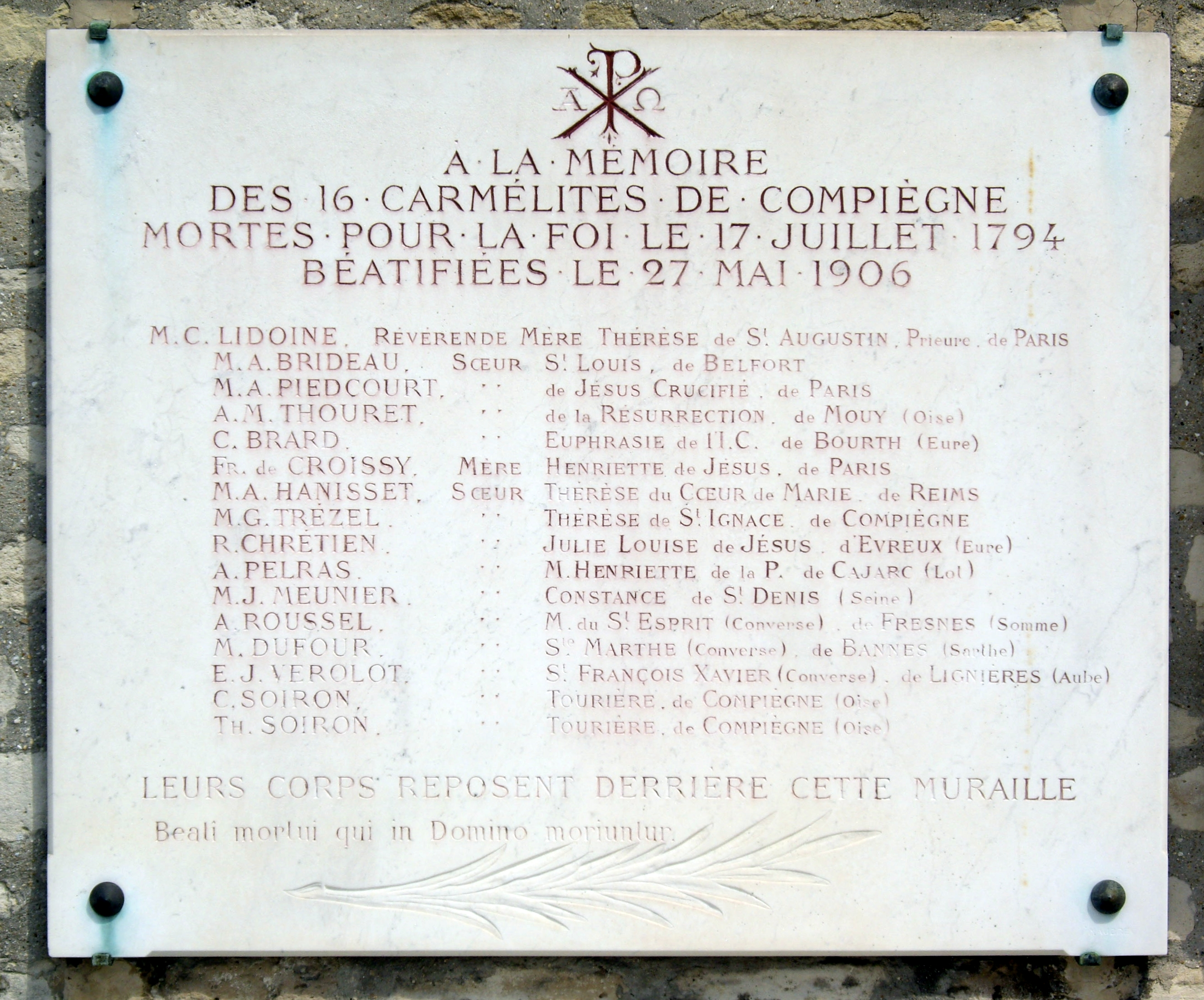
Plaque en mémoire des 16 carmélites de Compiègne au cimetière de Picpus.

Les seize religieuses, conduites par leur supérieure, Mère Thérèse de Saint-Augustin, quittent la prison vers 18h et prennent le chemin de la guillotine, qui a été transférée de la place de la Concorde à la place du trône renversé en chantant des cantiques tout au long du parcours (le Miserere, le Salve Regina). Vêtues de leurs manteaux blancs de religieuses, elles descendent des charrettes, puis se mettent à genoux et entonnent le Te Deum, prononcent le renouvellement de leurs vœux et chantent le Veni Creator.
À 20 heures, les assistants du bourreau, Charles-Henri Sanson, viennent chercher en premier sœur Constance de Jésus, qui est aussi la plus jeune. Sœur Constance fait une génuflexion devant la mère supérieure pour lui demander la permission de mourir. En montant les marches de l'échafaud, elle entonne le Laudate Dominum,(psaume chanté lors des fondations des carmels, avec la symbolique de fonder au Ciel une nouvelle communauté).
Les quinze autres carmélites sont exécutées ensuite, continuant à chanter à la suite de sœur Constance. Les chants des religieuses, durant leur parcours jusqu'à la guillotine, puis gravissant l'échafaud, impressionnèrent fortement la foule qui assistait en silence au transfert des religieuses et à leur exécution. « On ne saurait croire l'impression de respect que commandait le dévouement de ces généreuses victimes ; toutes soupiraient après le moment de leur sacrifice, toutes s'exhortaient à rester fermes et généreuses dans le dernier combat... ; elles avaient l'air d'aller à leurs noces » (témoignage d'un employé de la prison).
Les corps et les têtes de sœur Constance et des autres carmélites sont jetés de nuit dans l'une des deux fosses communes du cimetière de Picpus. Ils se trouvent encore dans le jardin des religieuses.

## Du témoignage à l'œuvre
C'est sur le témoignage de sœur Marie de l'Incarnation que s'appuya Gertrud von Le Fort, pour écrire un roman qui exprimait sa peur dans une Allemagne en voie de nazification et qui s'intitula La Dernière à l'échafaud (de). Dans son récit, si le personnage de Blanche de La Force s'inspire en partie de sœur Constance de Jésus (Blanche est une jeune novice comme Constance), son auteur dira que la petite Blanche « n'a au sens historique jamais vécu, mais elle reçut le souffle de son être tremblant exclusivement de ma propre intériorité et ne peut, en aucun cas, être détachée de cette origine qui lui est propre ».
Après la guerre, le père Bruckberger et Philippe Agostini demandèrent à Georges Bernanos d'écrire les dialogues du film qu'ils voulaient tirer de ce livre : Le Dialogue des carmélites. Bernanos mourut avant d'avoir achevé le texte ; Albert Béguin en assura l'édition posthume en lui donnant la forme d'une pièce, qui connut rapidement un grand succès et entra tout aussi rapidement au répertoire de la Comédie-Française. Francis Poulenc en tira un opéra en 1958 (Dialogues des carmélites).
Le film de Bruckberger et Agostini, utilisant en partie les dialogues rédigés par Bernanos, sortit en 1960, mettant en scène Madeleine Renault, Alida Valli, Jeanne Moreau, Judith Magre et Georges Wilson.
Pierre Cardinal en réalisa un téléfilm en 1984 Dialogues des carmélites mettant en scène Suzanne Flon, Madeleine Robinson, Nicole Courcel, Anne Caudry et Marie-Christine Rousseau.
En 1987, une version intégrale est mise en scène par Gildas Bourdet, à Lille, puis à Paris au théâtre de la Porte-Saint-Martin sous l'égide de la Comédie-Française.